# Gustav Allinger
Gustav Allinger (* 3. November 1891 in Lauffen am Neckar; † 9. August 1974 in Bonn) war ein deutscher Landschaftsarchitekt.

## Leben
Allinger machte 1907 eine Gärtnerlehre in Heilbronn und arbeitete von 1909 bis 1911 in Architekturbüros in Heilbronn und Heidelberg. Von 1911 bis 1913 war er im Gartenamt Köln bei Fritz Encke. Nach dem Kriegsdienst setzte er bis 1920 seine Arbeit bei Encke fort, wechselte aber 1921 in das Gartenamt Dortmund und 1921 in die Abteilung Gartengestaltung der Firma Späth in Berlin. Von 1928 bis 1931 war Allinger Stadtgartendirektor in Hindenburg, Oberschlesien. 1932 machte er sich selbständig und gründete mit Hermann Rothe die Firma Deutsche Park- und Gartengestaltung.
1933 begrüßte er die „Machtergreifung“ und trat zum 1. April 1933 der NSDAP bei (Mitgliedsnummer 1.773.683). An der Gleichschaltung der Berufsverbände hatte er starken Anteil. Als 1933 der Verband Deutscher Gartenarchitekten aufgelöst und in den Reichsverband des Deutschen Gartenbaues integriert wurde, erhielt Allinger die Führung der Fachgruppe Garten-, Park- und Friedhofsgestaltung. Nach Auflösung auch des Reichsverbandes mit Ablauf des Jahres 1933 wurde er Vizepräsident der Deutschen Gesellschaft für Gartenkultur, in der sich die Gartenliebhaber sammeln sollten, welche aber keine Bedeutung erlangte. Von Juli 1934 bis 1935 war er Präsident der Deutschen Gesellschaft für Gartenkunst, der erzwungenen Alleinvertretung der Gartenarchitekten, wo er in SA-Uniform auftrat. Von 1934 bis 1938 wirkte er außerdem unter Alwin Seifert als Landschaftsanwalt bei der Planung der Reichsautobahnen mit. 1939 war er Mitglied im Reichsluftschutzbund und der NSV.
Ab 1945 arbeitete er für die Gartenbauausstellung Erfurt und 1946 als Berater für Gemeinden und Firmen in Nordrhein-Westfalen. Ab 1948 bis 1954 war er Vizepräsident des neu gegründeten Bundes Deutscher Gartenarchitekten. 1952 wurde er Professor und Direktor am Institut für Gartenkunst und Landschaftsgestaltung der Technischen Universität Berlin, wo er bis zu seiner Emeritierung 1959 und darüber hinaus bis 1961 verblieb. Anschließend zog er nach Bonn. 1965 wirkte er noch als Gastprofessor in Izmir. Sein planerischer Nachlass befindet sich im Architekturmuseum der Technischen Universität Berlin.

## Werk

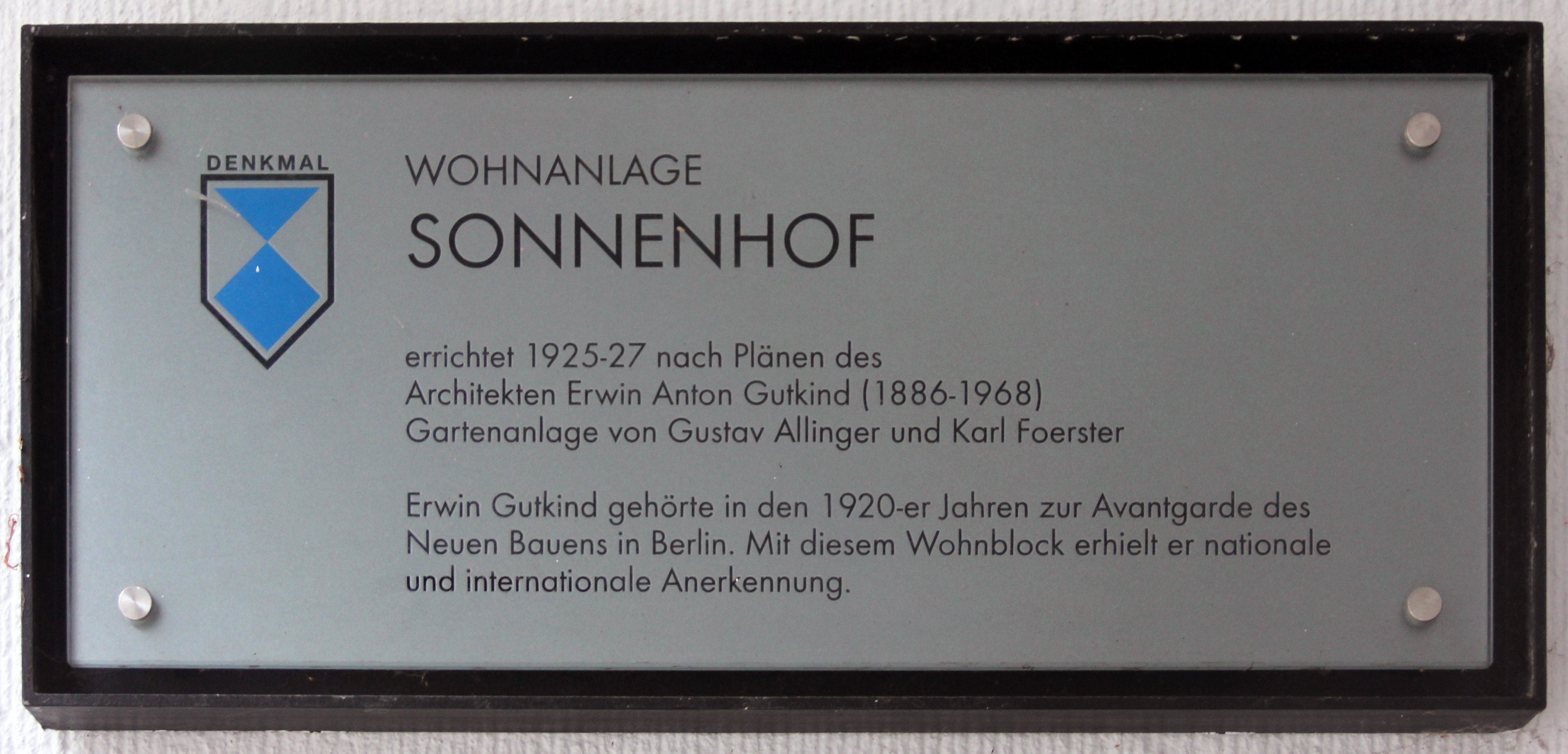
Gedenktafel am Haus, Archenholdstraße 72, in Berlin-Friedrichsfelde

1920 entwarf er den Hauptfriedhof Dortmund, 1924 entstand ein expressionistischer Garten „Auf dem Kristallberg“ für eine Ausstellung des Verbandes Deutscher Gartenarchitekten, der an Arbeiten Bruno Tauts erinnert.
Er gewann den Wettbewerb zur Jubiläums-Gartenbau-Ausstellung Dresden 1926, deren künstlerischer Leiter er wurde. Hier errang er seine größten Erfolge als Gestalter. 1927 hatte er denselben Posten bei der Deutschen Gartenbau- und Schlesischen Gewerbe-Ausstellung Liegnitz (GUGALI). Sehr bekannt wurde sein für Dresden entworfener „Kommender Garten“, ein Idealentwurf für einen modernen Hausgarten, der in der Fachwelt stark diskutiert wurde.
1932 konzipierte Allinger den Richard-Wagner-Hain beiderseits des Elsterflutbeckens und in Nachbarschaft des Palmengartens in Leipzig. Er war zur Aufnahme eines monumentalen Denkmals für den gebürtigen Leipziger Richard Wagner bestimmt. Wenig später nahmen sich die Nationalsozialisten des Vorhabens an und erklärten es zum Projekt „Richard-Wagner-Nationaldenkmal“. Bis Kriegsbeginn waren die aufwendigen formalen Anlagen mit Terrassen, Freitreppen, Pergolen, Springbrunnenbassins und ausgedehnten Stauden-Schmuckpflanzungen fertiggestellt. Bis auf die Schmuckpflanzungen und den östlichen Teil des Denkmalsplatzes sind sie im Wesentlichen bis heute erhalten. Hingegen kam das von Emil Hipp am Chiemsee gefertigte Wagner-Monument kriegsbedingt ebenso wenig zur Aufstellung, wie der mit Bildplastik versehene „Brunnen der Rheintöchter“. Auch die diversen für die Terrassenmauern vorgesehenen Reliefs gelangten nicht mehr nach Leipzig.
1933 leitete er die Deutsche Gartenbauausstellung am Berliner Funkturm und entwarf auch in den Folgejahren die Bepflanzungen des Sommerblumengartens ebenda. Im selben Jahr schuf er die Außenanlagen im Block 2a von Otto Bartning in der Reichsforschungssiedlung Haselhorst in Berlin-Spandau. Von 1936 bis 1943 schuf Allinger die Gartenanlagen der Brabag-Siedlungen in Magdeburg, Schwarzheide und Zeitz.
Für die Union Rheinische Braunkohlen Kraftstoff AG entwarf er 1938 und 1953 diverse Wohn- und Gartenanlagen in Wesseling. Auch 27 der im Jahr 1942 errichteten Freizeit-, Sport- und Gartenanlagen der Belegschaftssiedlung für die Oberschlesische Hydrierwerke AG in Blechhammer entstammen seinen Entwürfen.
Von 1955 bis 1960 schuf er die Anlagen der Universitätsklinik Köln.

### Nachlass
Der Nachlass Allingers befindet sich im Universitätsarchiv der TU Berlin.

## Schriften (Auswahl)
- Die Jubiläums-Gartenbau-Ausstellung Dresden 1926: Jahresschau Deutscher Arbeit. Berlin-Westend 1926.
- „Neuordnung des Gartenbauwesens“. In: Die Gartenkunst 1933, S. 134–137.
- „Mensch und Pflanze“. In: Schönheit der Arbeit 1939.
- „Eine Werksiedlung“. In: Monatshefte für Baukunst und Städtebau 1941.
- „Vom Wesen der Form in der Garten- und Landschaftsgestaltung“. In: Die Gartenkunst 1941.
- Das lebendige Grün in Bauentwürfen. Berlin, 1946.
- Der deutsche Garten: Sein Wesen und seine Schönheit in alter und neuer Zeit. München, 1950.
- „Einheit von Garten und Landschaft“. In: Die Kunst und das schöne Heim 1952.
- Das Gartenheim. München 1953.
- Schöne Wohngärten in Stadt und Land. München 1955.
- Das Hohelied von Gartenkunst und Gartenbau: 150 Jahre Gartenbau-Ausstellungen in Deutschland. Mit 140 Bildern und Plänen. Berlin, 1963.